# Sapol Mani
Sapol Mani, arab. سابول ماني (ur. 5 czerwca 1991 w Lomé) – togijski piłkarz występujący na pozycji pomocnika w klubie ASC Kara.

## Kariera piłkarska
Sapol Mani jest wychowankiem drużyny Maranatha FC. W seniorskim zespole debiutował w roku 2007, kiedy miał 16 lat. W tym samym roku trafił do libijskiej drużyny Al-Ittihad Trypolis. W 2011 roku został zawodnikiem CA Batna. Następnie grał w CF Mounana i Anges FC. W 2015 trafił do klubu Dacia Kiszyniów. W latach 2017–2018 grał w Dynamic Togolais, a w 2018 przeszedł do ASC Kara.
Brał udział Mistrzostwach Świata do lat 17 w Korei Południowej.
W dorosłej reprezentacji zadebiutował w 2008 roku. Był również powołany na Puchar Narodów Afryki 2010, jednak Togo zostało z niego ostatecznie wycofane, z powodu ataku na ich autokar.